# Sándor Rózsa

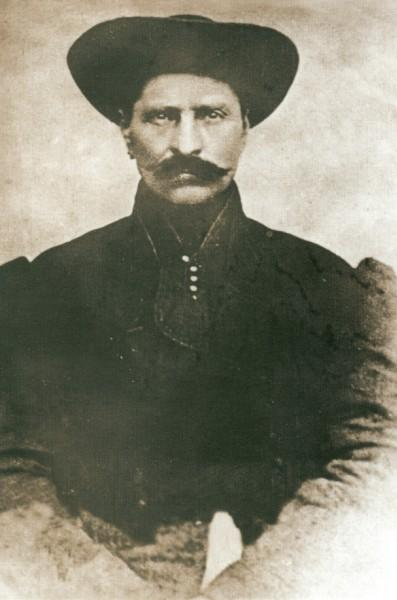
Sándor Rózsa

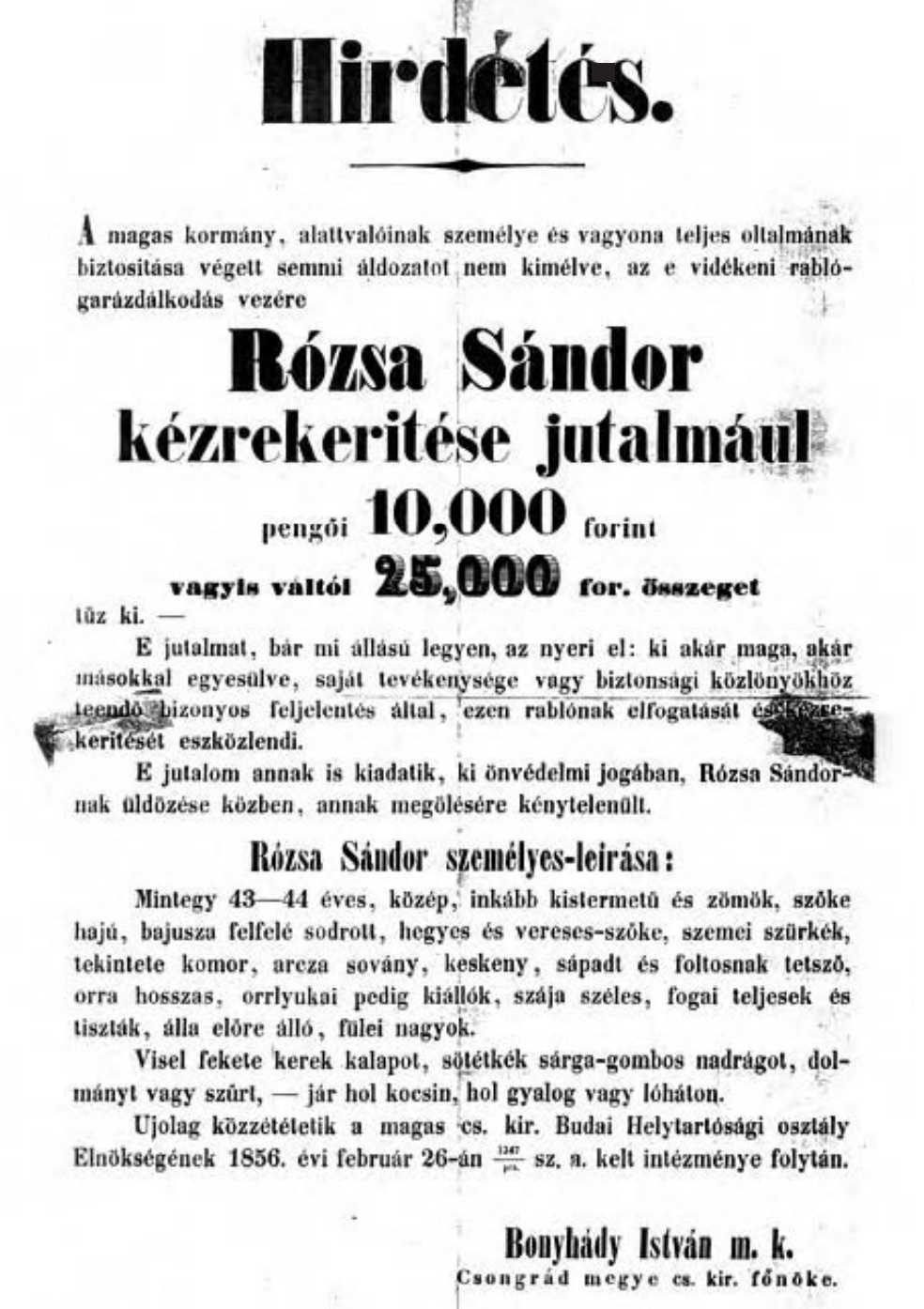
Suchplakat für Sándor Rózsa aus dem Jahre 1856

Sándor Rózsa (* 10. Juli 1813 in Röszke, Königreich Ungarn; † 22. November 1878 in Szamosújvár) war ein ungarischer Bandit (betyár) in der Großen Ungarischen Tiefebene. Sein Leben wurde von mehreren Schriftstellern, darunter Zsigmond Móricz und Gyula Krúdy, literarisch verklärt und romantisiert, so dass er heute als eine Heldenfigur wahrgenommen wird, vergleichbar z. B. mit dem deutschen Schinderhannes oder dem englischen Robin Hood.

## Leben
Rózsa setzte schon in jüngeren Jahren als Räuberanführer das Handwerk seines Großvaters und Vaters fort. Als 23-Jähriger (1836) erhielt er seine erste Gefängnisstrafe in Szeged. Nachdem er dort ausgebrochen war, führte er wieder das Leben eines Räuberhauptmanns und wurde durch zahlreiche Gewalttaten berühmt und gefürchtet.
Im Oktober 1848 schloss er sich mit seiner 150-köpfigen Bande der ungarischen Revolution an. Kossuth verwendete ihn als Führer eines Freikorps gegen die Serben und schickte ihn als Kundschafter nach Komorn. Mit ihrem ungewöhnlichen Auftreten und der Kampftaktik hatten Rózsa und seine Schar zunächst Erfolg, wurden jedoch wegen fehlender Disziplin bald aufgelöst.
Nach der Niederschlagung der Revolution war Rózsa zur Flucht gezwungen und nahm sein früheres Leben als Räuber wieder auf. Erst 1856 wurde er gefangen genommen, nachdem einer seiner Weggenossen ihn verraten hatte. Er wurde nach dreijährigem Prozess zum Tod, dann aber zu lebenslanger Haft verurteilt und verbrachte neun Jahre in den Gefängnissen von Kufstein, Theresienstadt und Petrovaradin, bis er anlässlich einer Generalamnestie 1868 entlassen wurde.
Im selben Jahr kehrte er jedoch zu seinem alten Lebensstil zurück, raubte Postkutschen und 1868 sogar einen Eisenbahnzug aus. Dem königlichen Kommissar, Graf Gedeon Ráday, gelang es, den Räuber in die Szegediner Festung zu locken. So wurde er am 12. Januar 1869 abermals verhaftet und 1872 mit zahlreichen Genossen wiederum zu lebenslanger Gefängnisstrafe verurteilt.
Rózsa starb im Gefängnis in Szamosújvár.
In Ungarn wurde 1971 die sechsteilige Fernsehserie Sándor Rózsa, Rebell der Puszta nach der Vorlage von Zsigmond Móricz gedreht.